# Onciale 095
- Papyrus
- Onciale
- Minuscules
- Lectionnaire

Le Codex 095, portant le numéro de référence 095 (Gregory-Aland), ε 1002 (von Soden), est un manuscrit sur parchemin écrit en écriture grecque onciale. Le codex fut divisé en deux parties : Codex 095 et Codex 0123.

## Description
Le codex se compose d'un folio. Il est écrit en une colonne, de 21 lignes par colonne. Les dimensions du manuscrit sont 28 x 19 cm. Les paléographes datent ce manuscrit du VIIIe siècle. 
C'est un manuscrit contenant le texte incomplet des Actes des Apôtres (2,45-3,8). 
Onciale 0123 contient le texte incomplet des Actes des Apôtres (2,22, 26-28, 45-3,2). Le manuscrit 0123 a été examiné par paléographe Eduard de Muralt.
Texte
Le texte du codex représenté type mixte. Kurt Aland le classe en Catégorie III.
Lieu de conservation
Il est actuellement conservé à la Bibliothèque nationale russe (Gr. 17; 49), à Saint-Pétersbourg,.